# Санто-Стефано-ді-Сессаніо
Санто-Стефано-ді-Сессаніо (італ. Santo Stefano di Sessanio) — муніципалітет в Італії, у регіоні Абруццо,  провінція Л'Аквіла.
Санто-Стефано-ді-Сессаніо розташоване на відстані близько 110 км на північний схід від Рима, 21 км на схід від Л'Акуїли.
Населення — 117 осіб (2014).

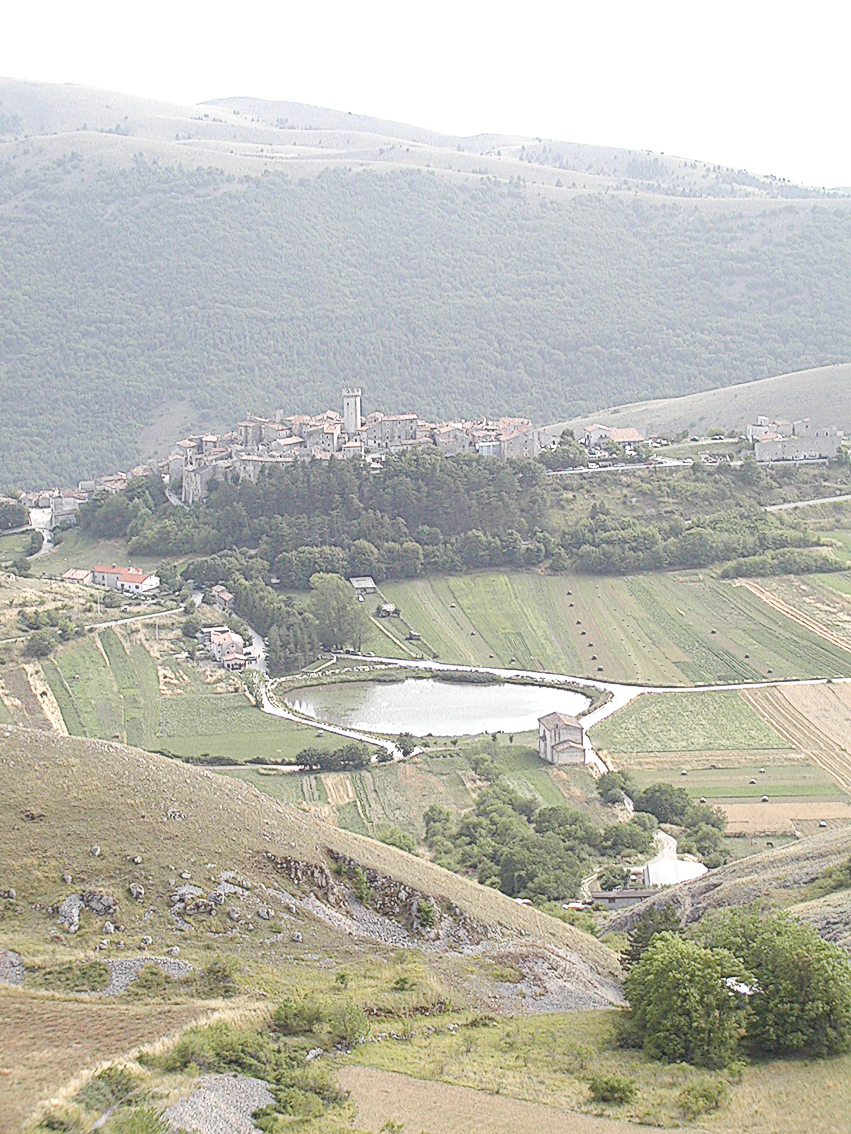

Щорічний фестиваль відбувається 3 серпня. 

## Демографія
Населення за роками:

Станом на 1 січня 2023 року в муніципалітеті офіційно проживало 11 іноземців з 3 країн, серед них 11 громадян країн Євросоюзу.

## Сусідні муніципалітети
- Баришано
- Калашіо
- Карапелле-Кальвізіо
- Кастельвеккьо-Кальвізіо
- Ізола-дель-Гран-Сассо-д'Італія
- Л'Аквіла